# Chemin des nids d'aigle

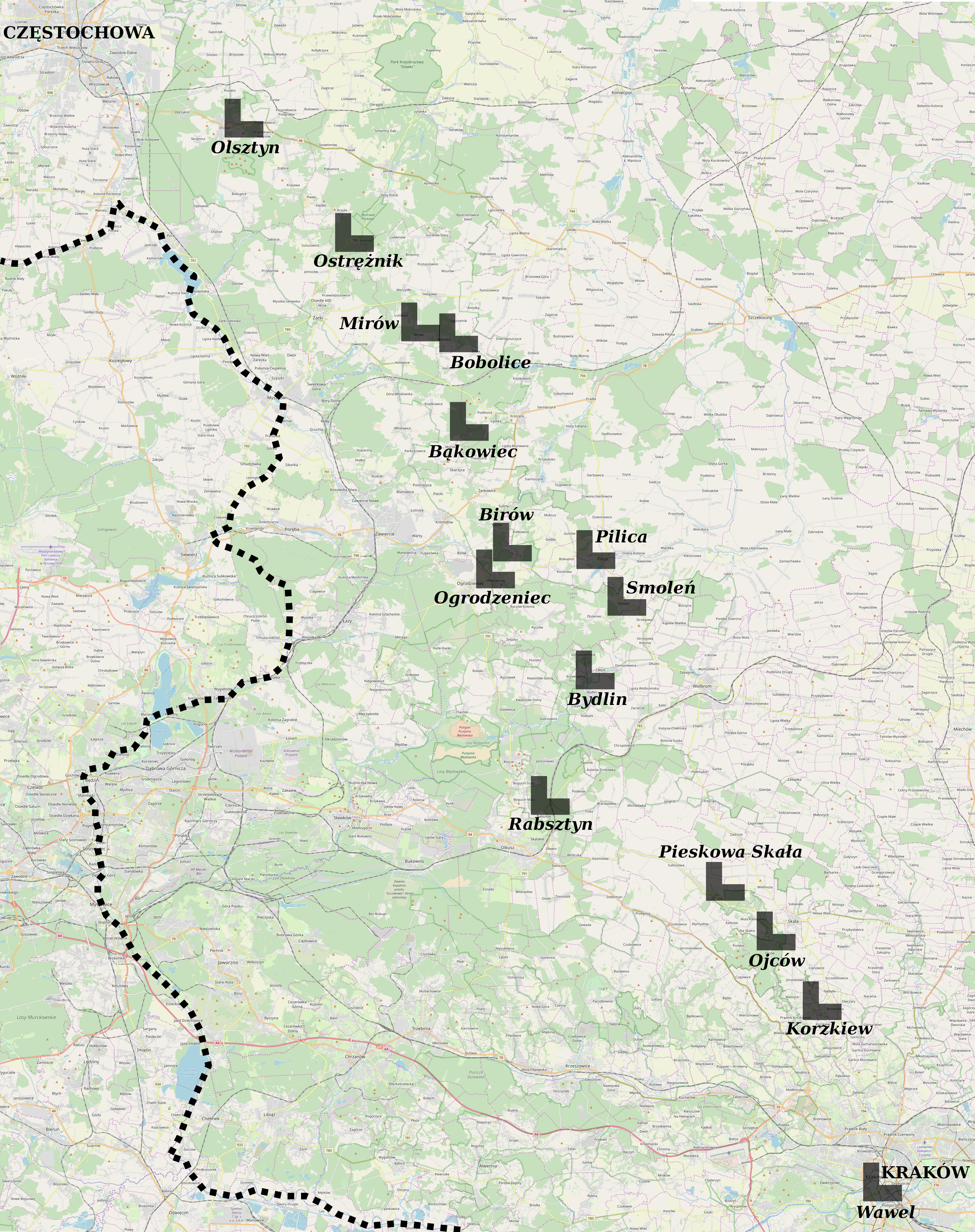
Carte simplifiée du Chemin des nids d'aigles.

Le chemin des nids d'aigles (Szlak Orlich Gniazd en polonais) est un sentier balisé qui longe une chaîne de 25 châteaux médiévaux entre Częstochowa et Cracovie, au sud-ouest de la Pologne. Marqué pour la première fois par le géographe Kazimierz Sosnowski, il a été, depuis 1980, désigné dans sa plus grande partie comme zone protégée, connue sous le nom de Parc paysager des nids d'aigles (en) (Park Krajobrazowy Orlich Gniazd).
Les châteaux datent pour la plupart du XIVe siècle et ont probablement été construits sur ordre du roi de Pologne Casimir le Grand, le long de l'ancienne frontière entre la Petite-Pologne et le Royaume de Bohême. La plupart d'entre eux sont juchés sur de grands et hauts rochers de la chaîne du Jura polonais, d'où le nom de « nids d'aigles ». 
Le chemin des Nids d'Aigles est considéré comme l'un des meilleurs sentiers touristiques de Pologne, classé n°1 sur la liste officielle des sentiers les plus populaires du pays. Il mesure 163 km de long (188 km de long pour la piste cyclable). La plupart des sites sont également accessibles en bus.

## Galerie

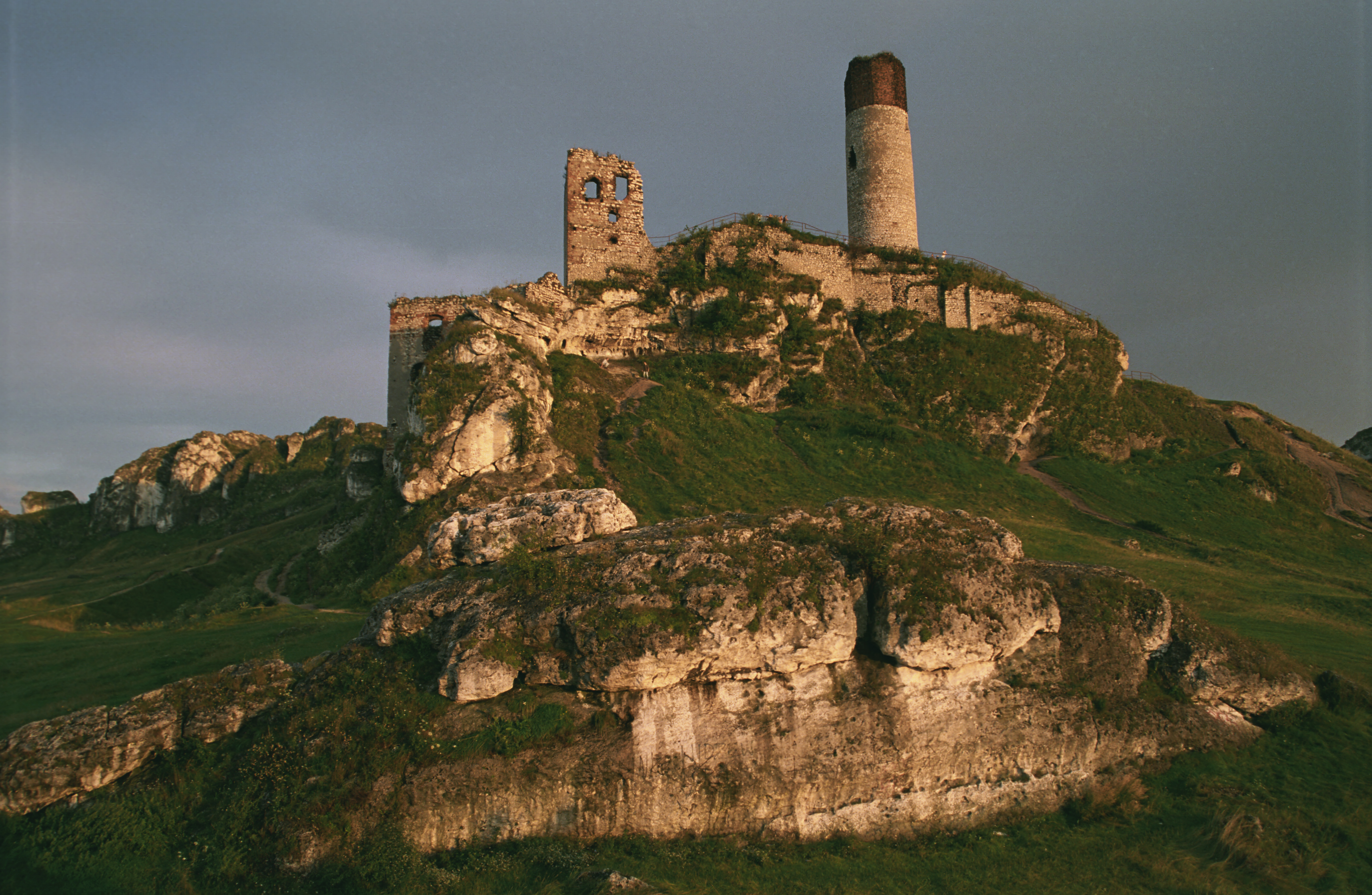
Château d'Olsztyn
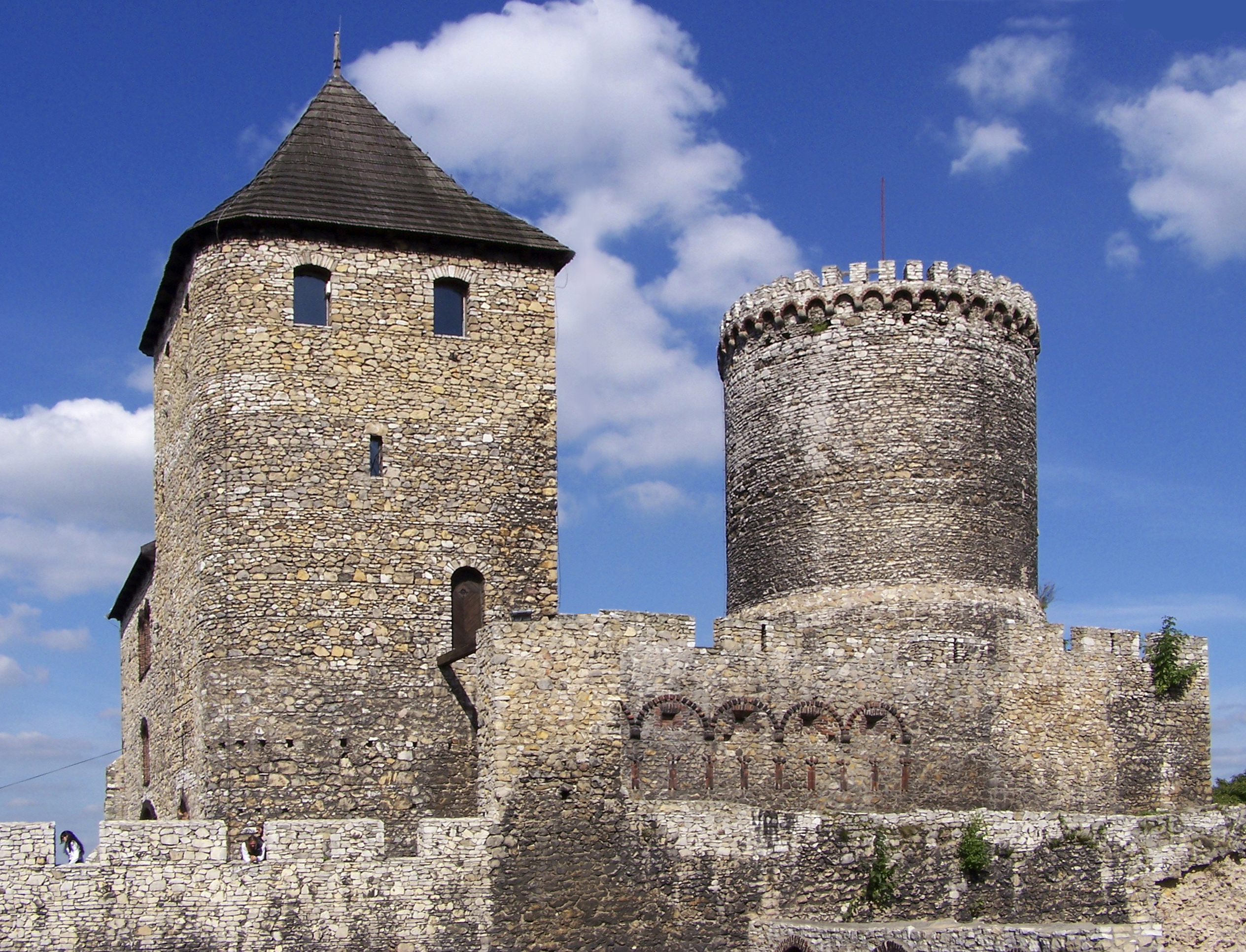
Château de Będzin
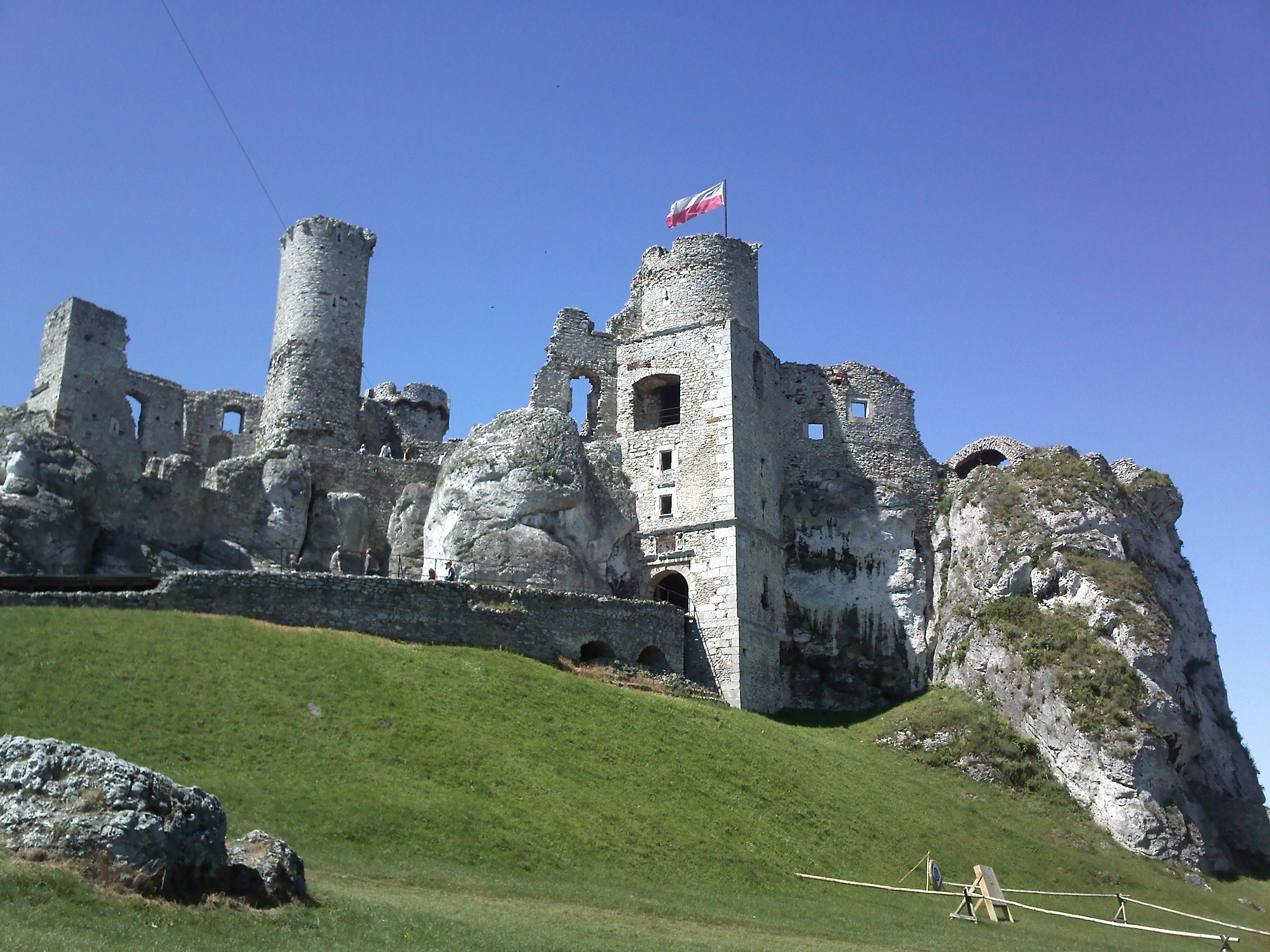
Château d'Ogrodzieniec
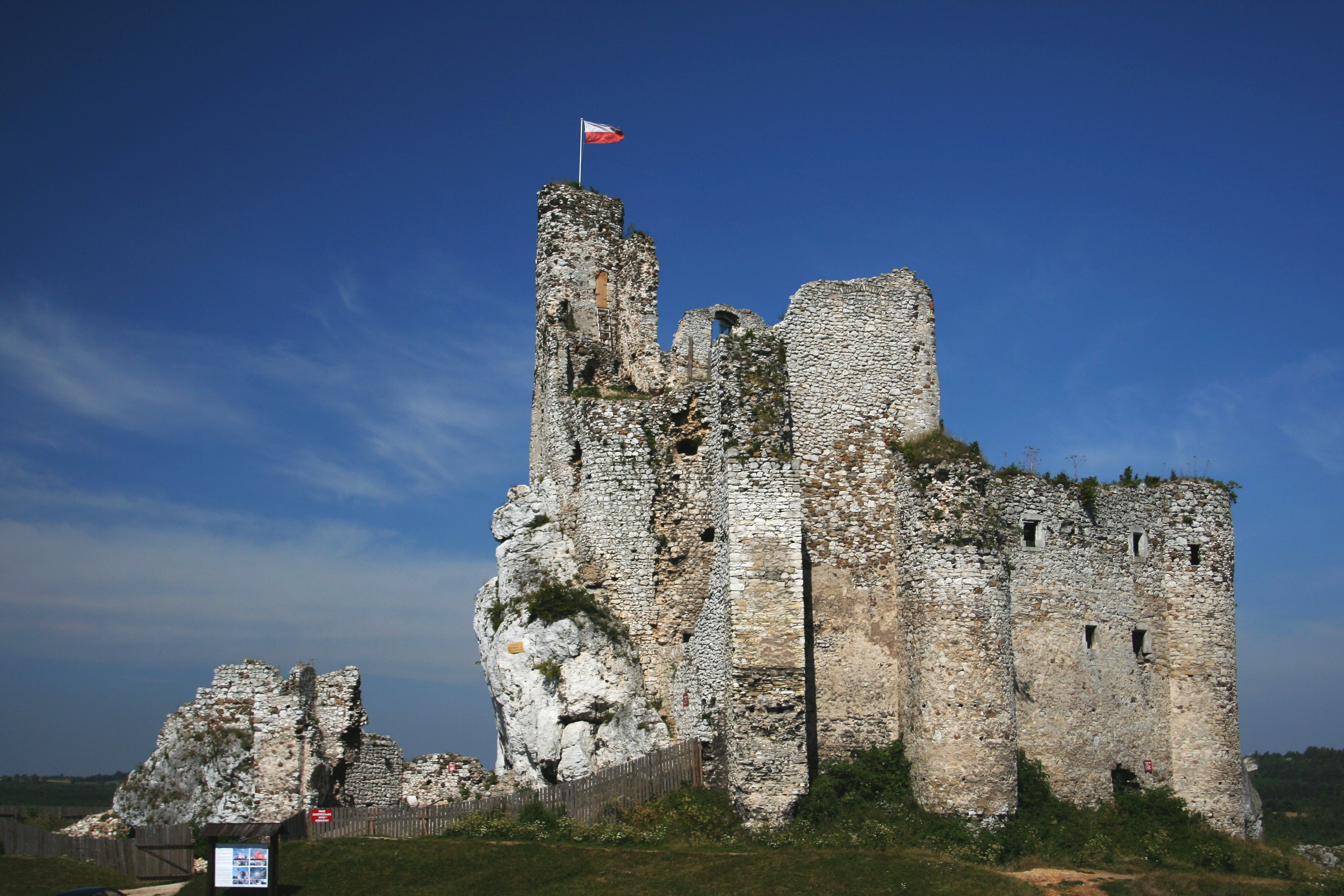
Château de Mirów
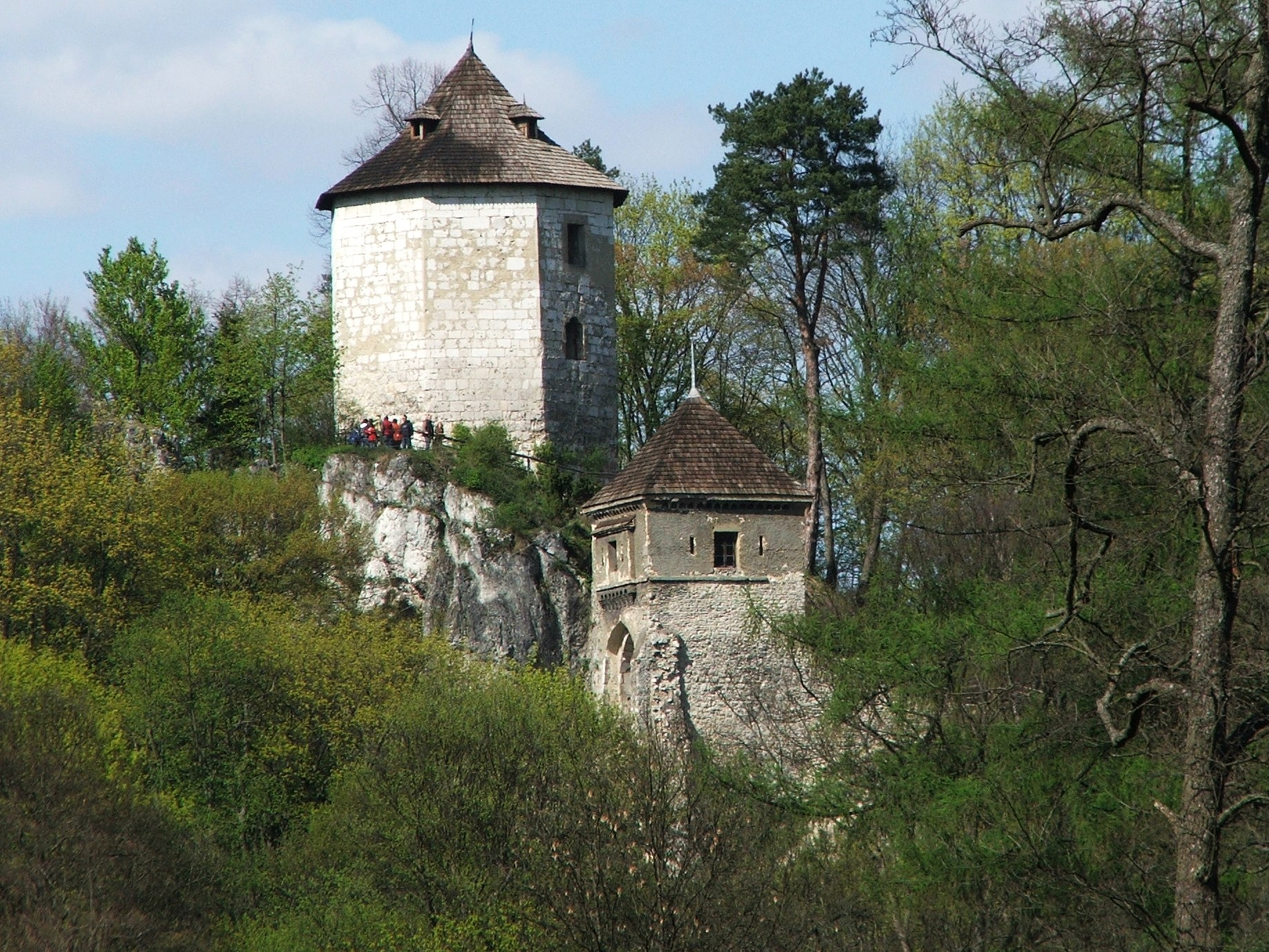
Château d'Ojców
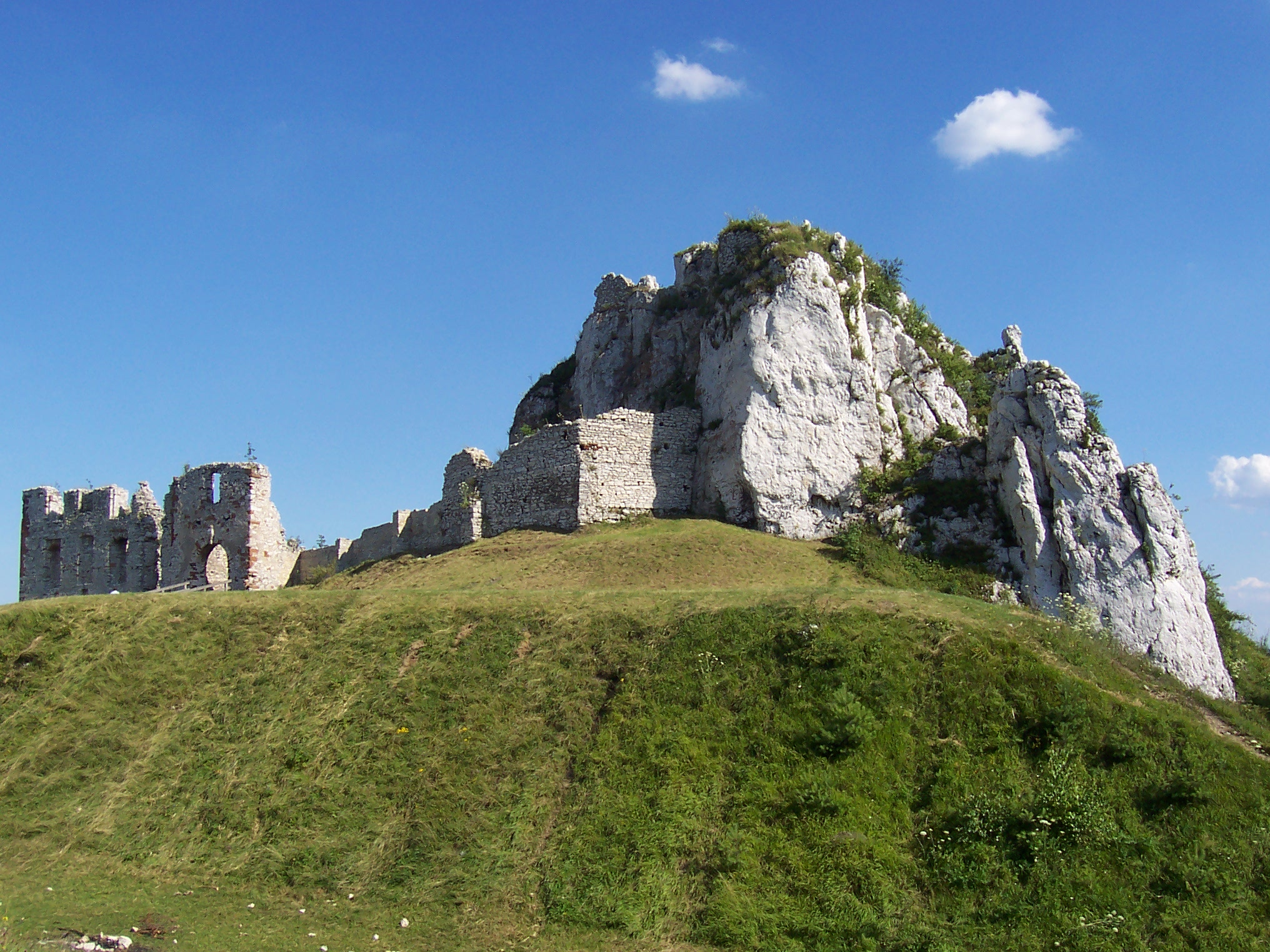
Château de Rabsztyn
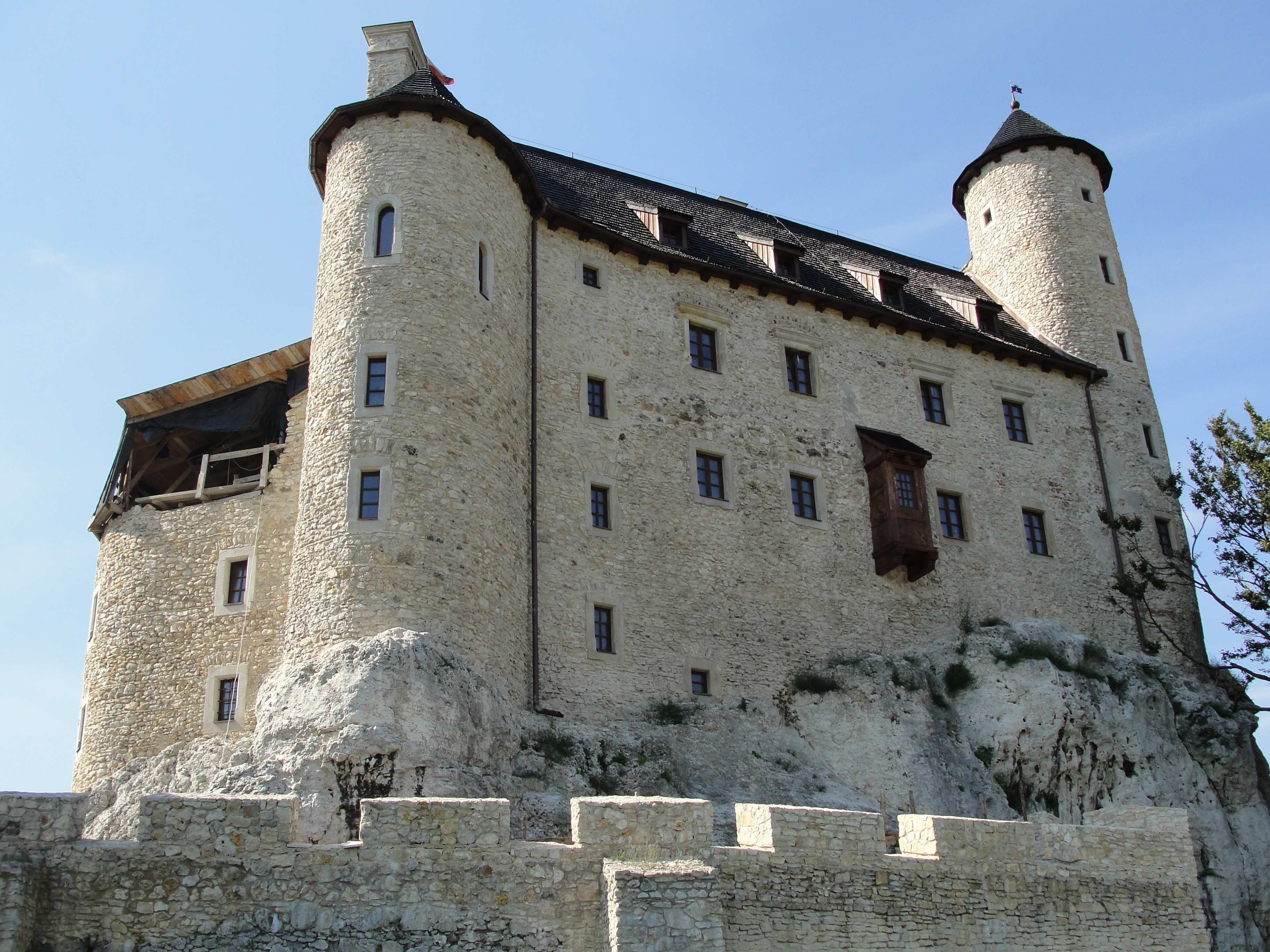
Château de Bobolice
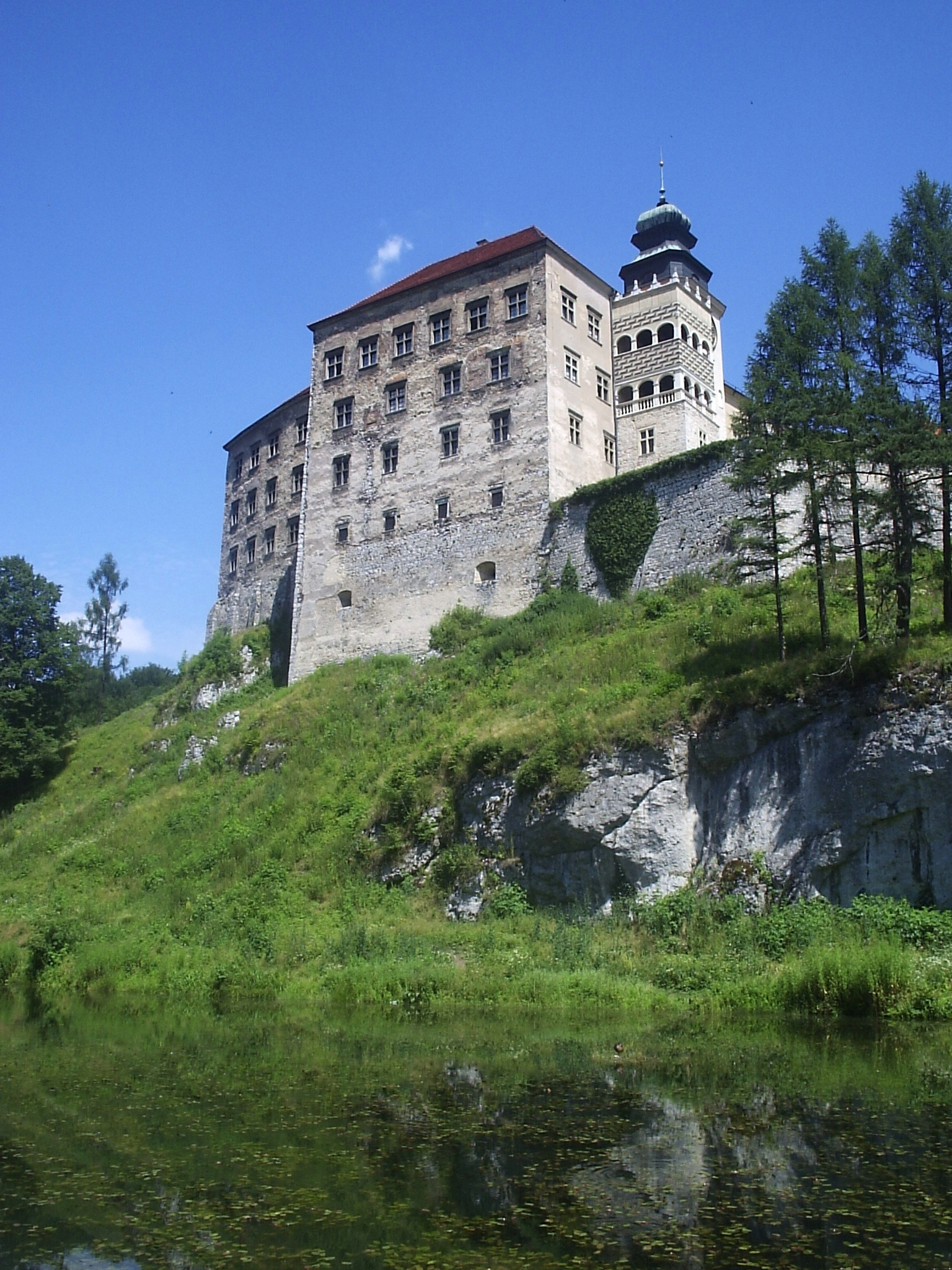
Château de Pieskowa Skała
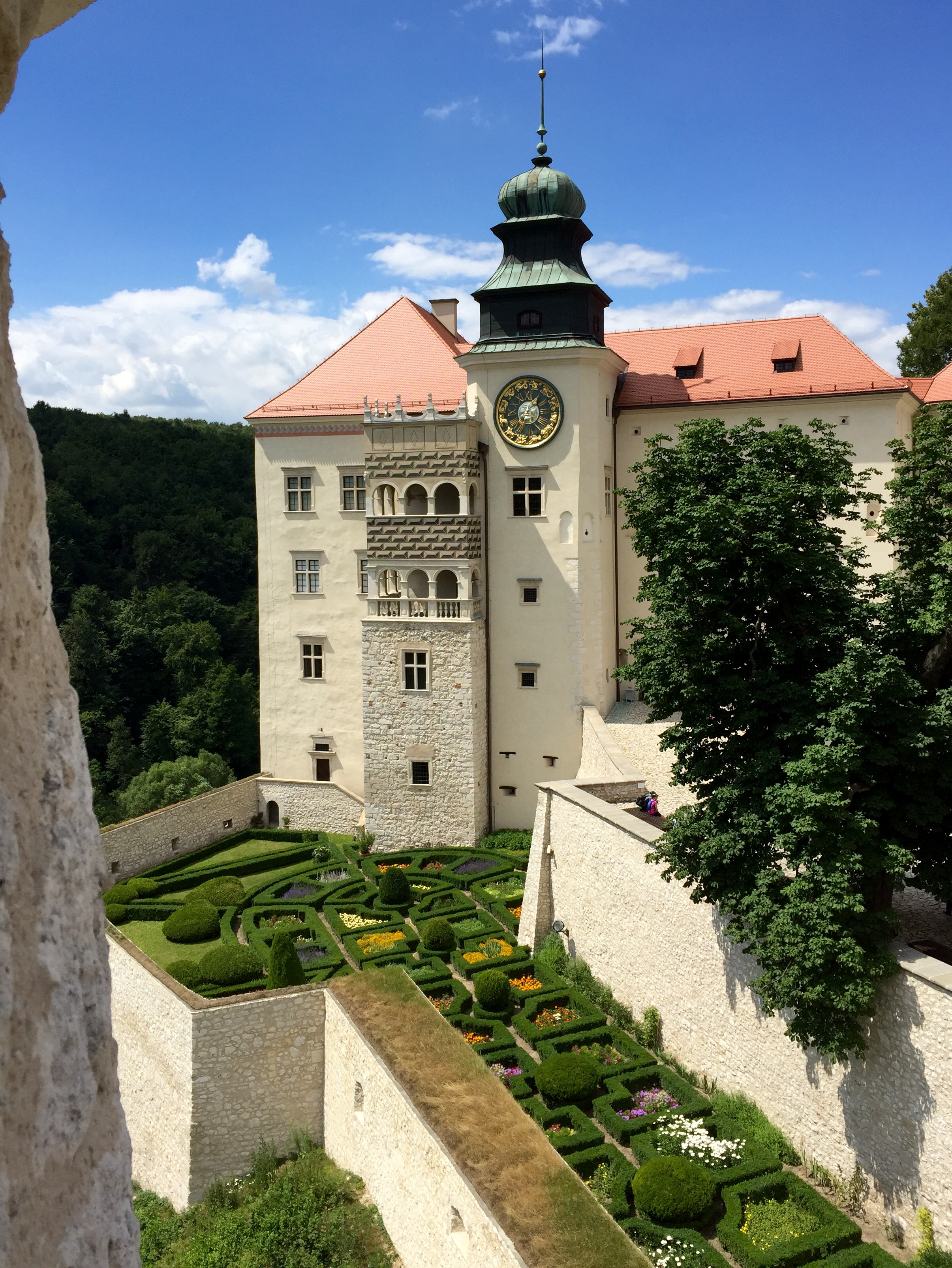
Le château de Pieskowa Skała sur le sentier des nids d'aigles.
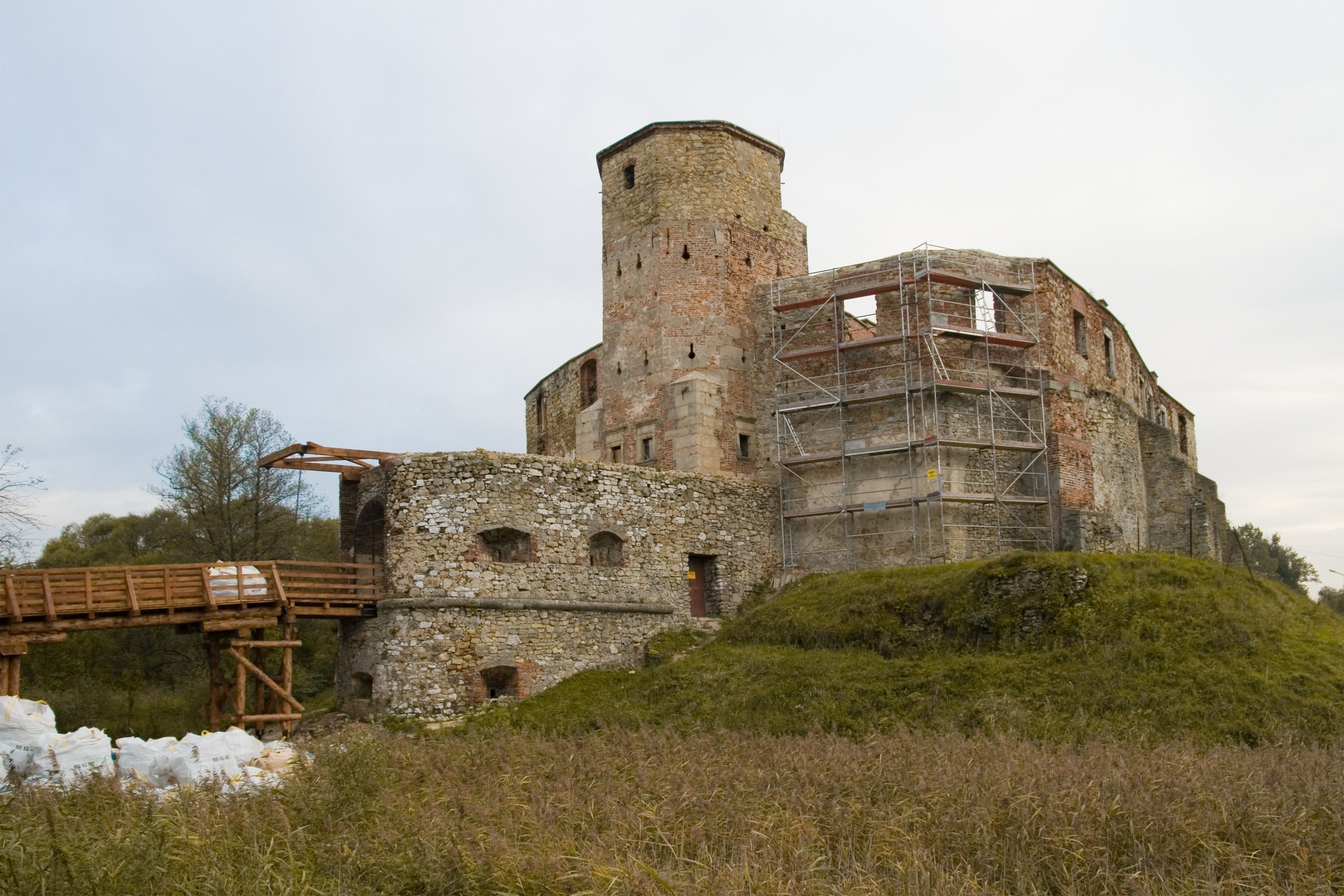
Château de Siewierz
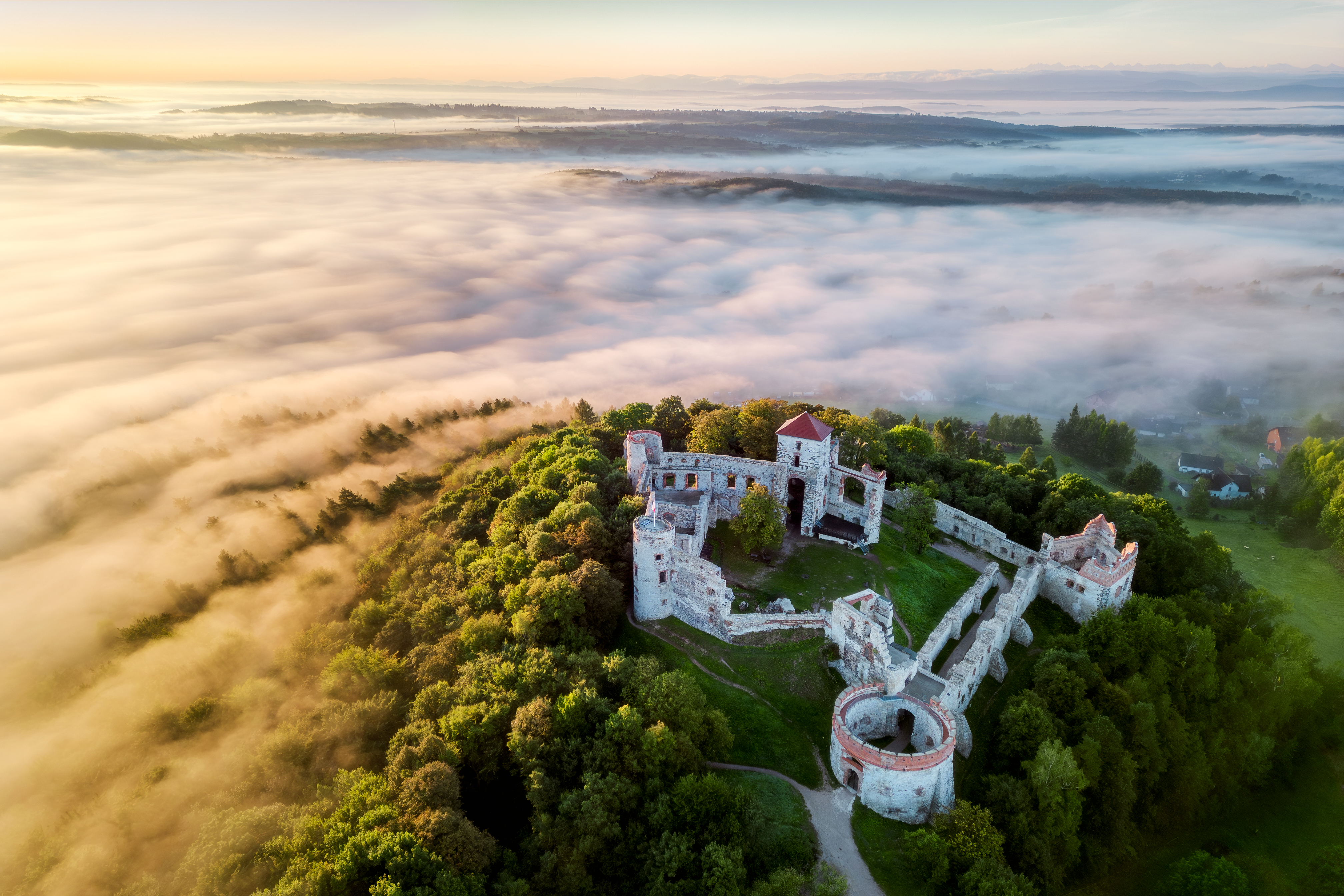
Château de Tenczyn
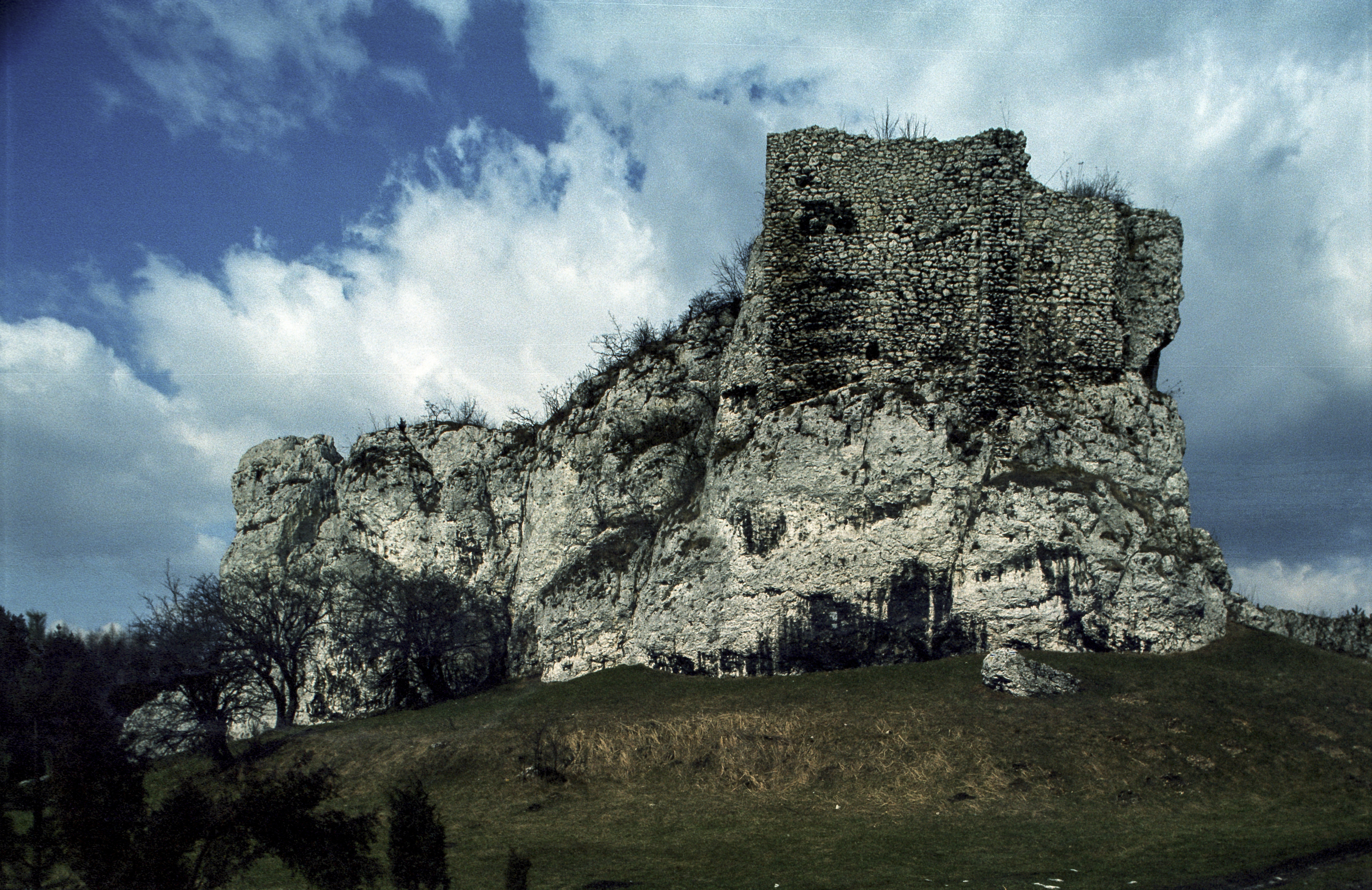
Château de Przewodziszowice
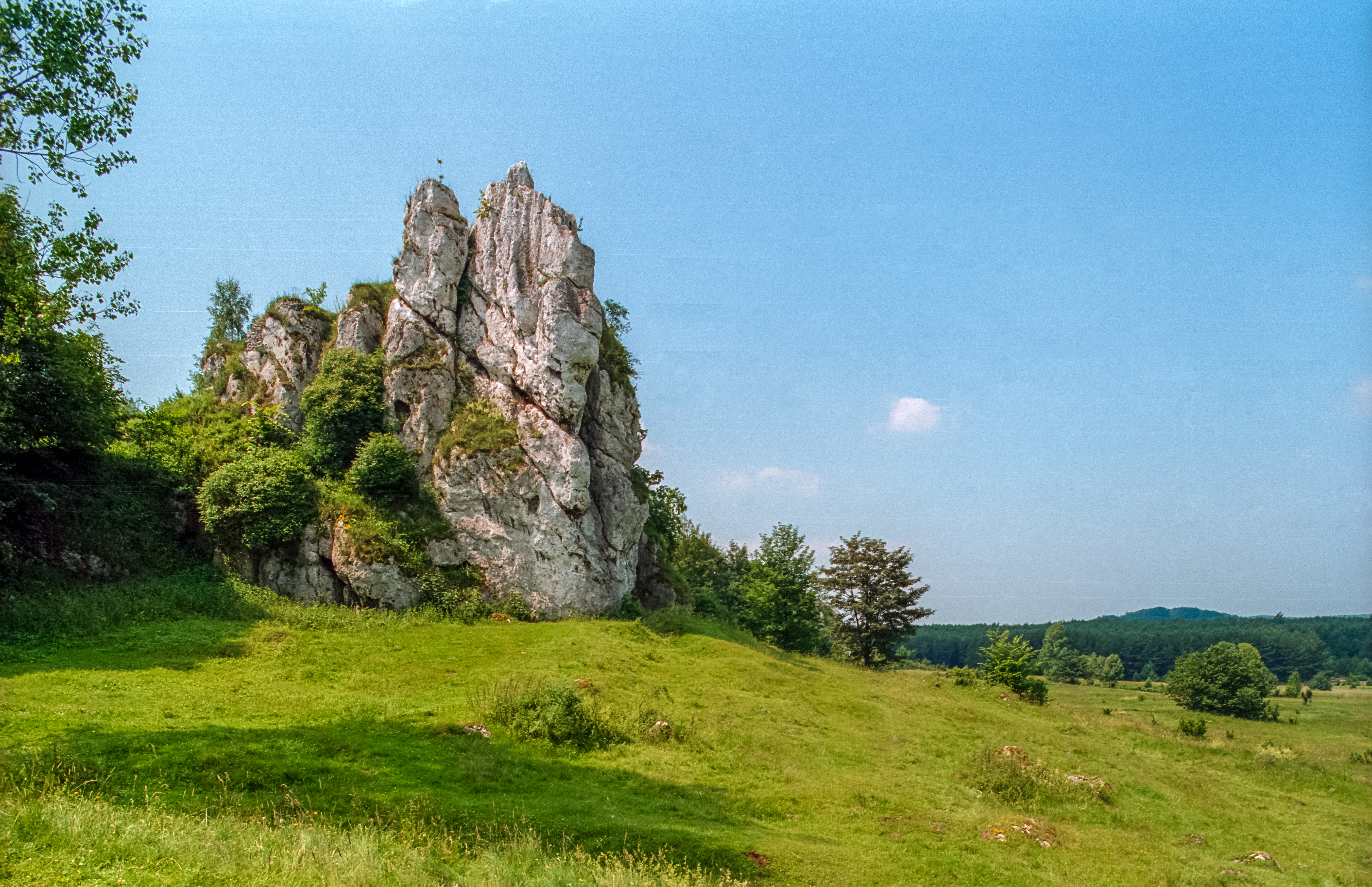
Château de Łutowiec
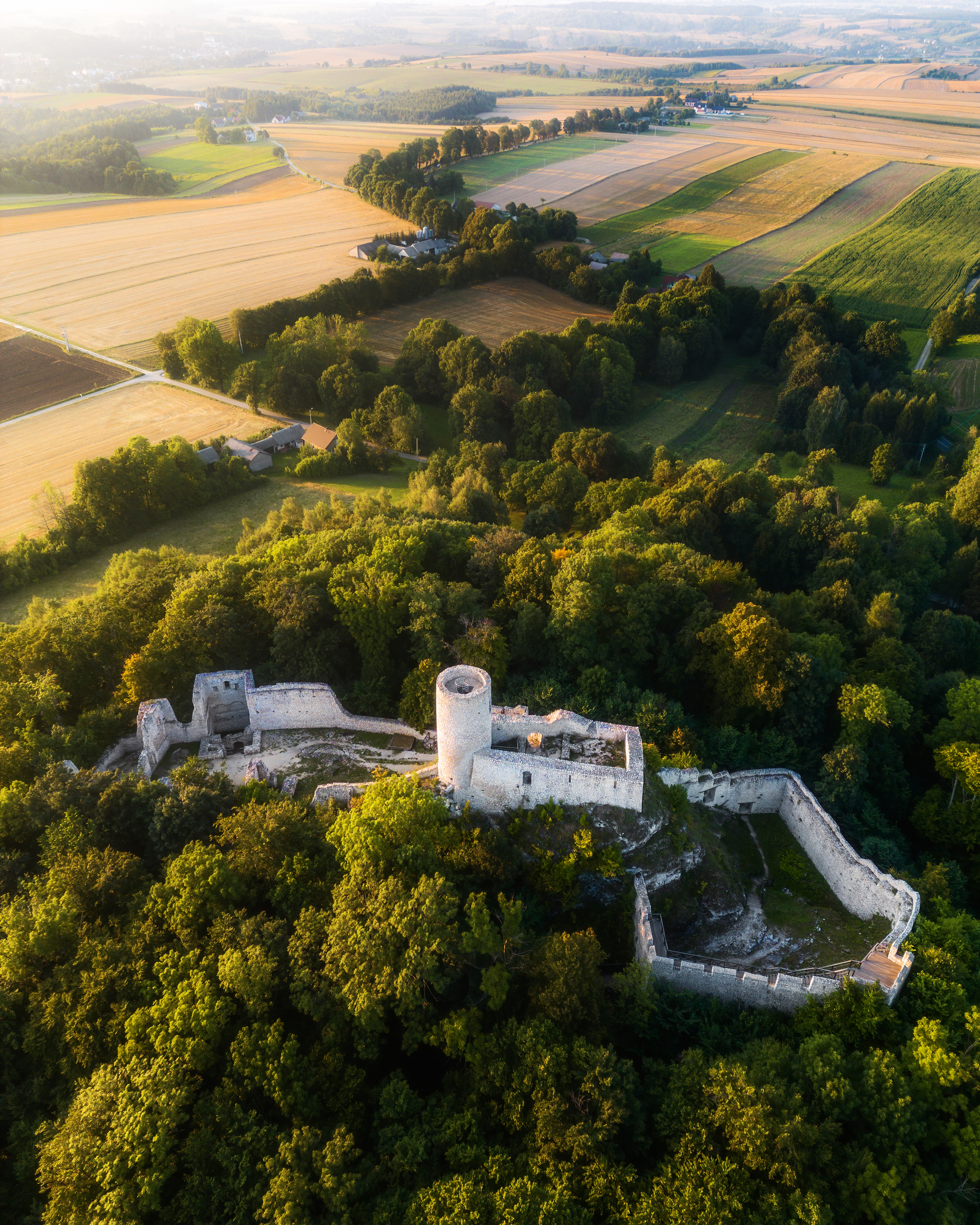
Château de Smoleń
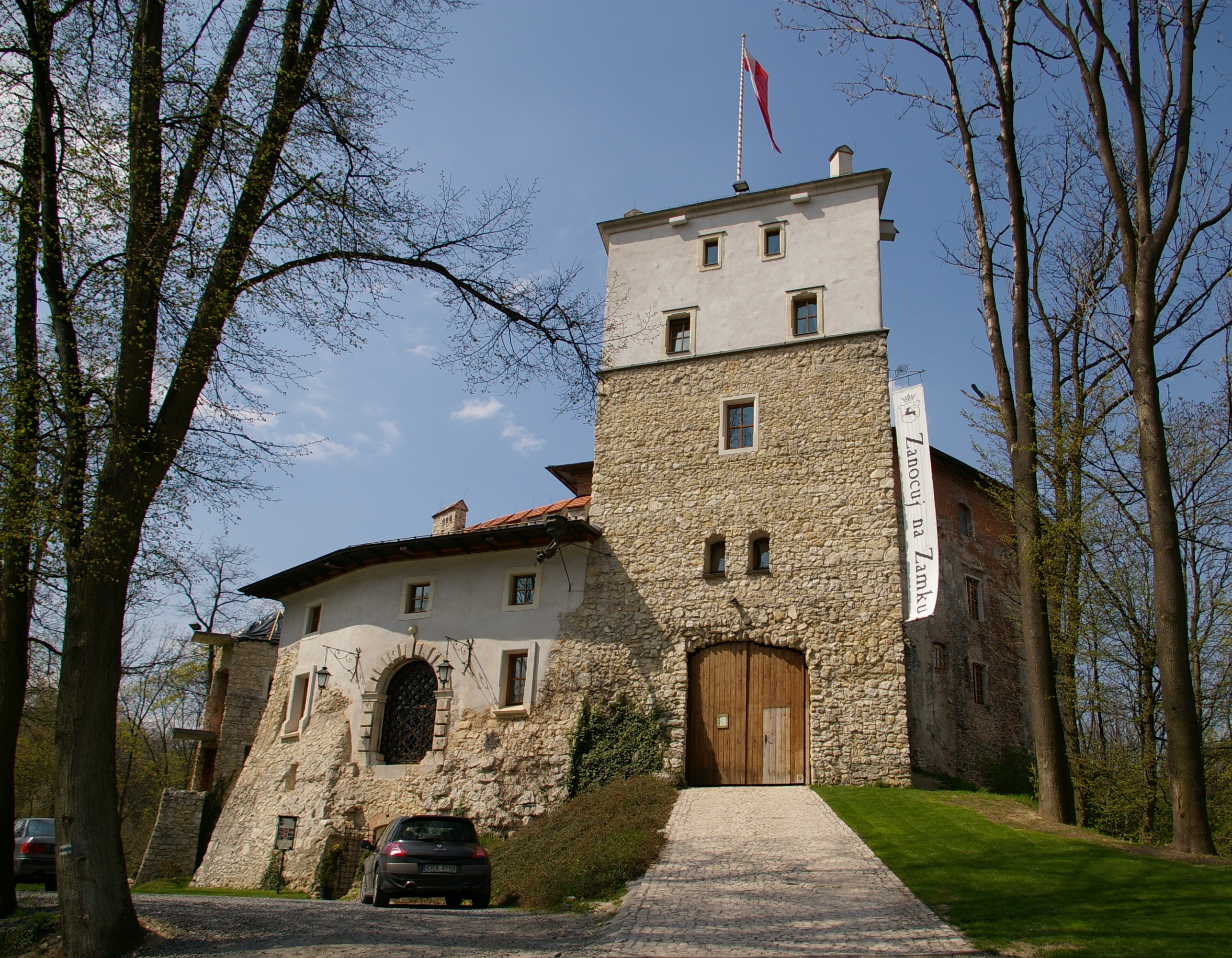
Château de Korzkiew
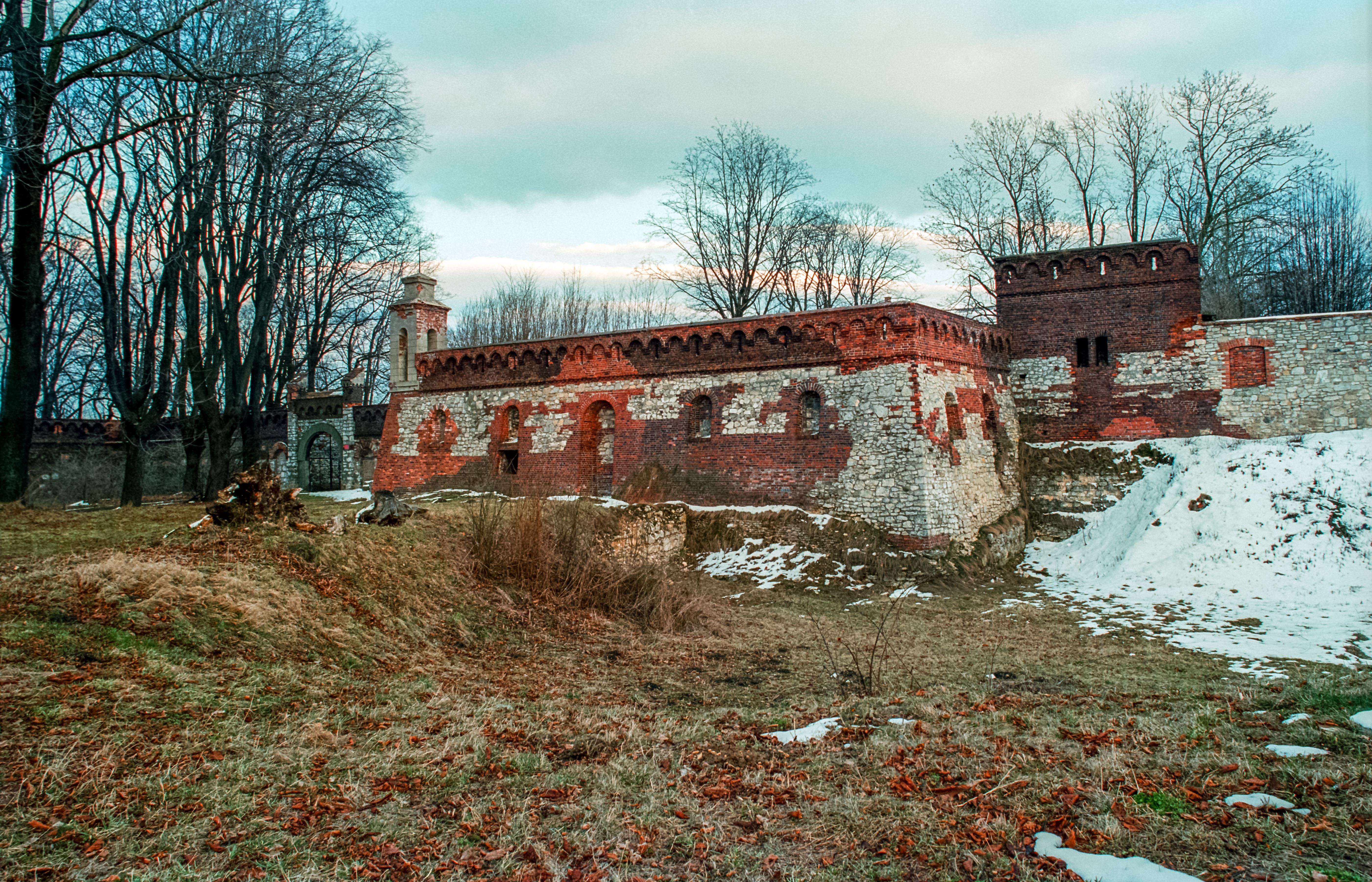
Château de Pilica
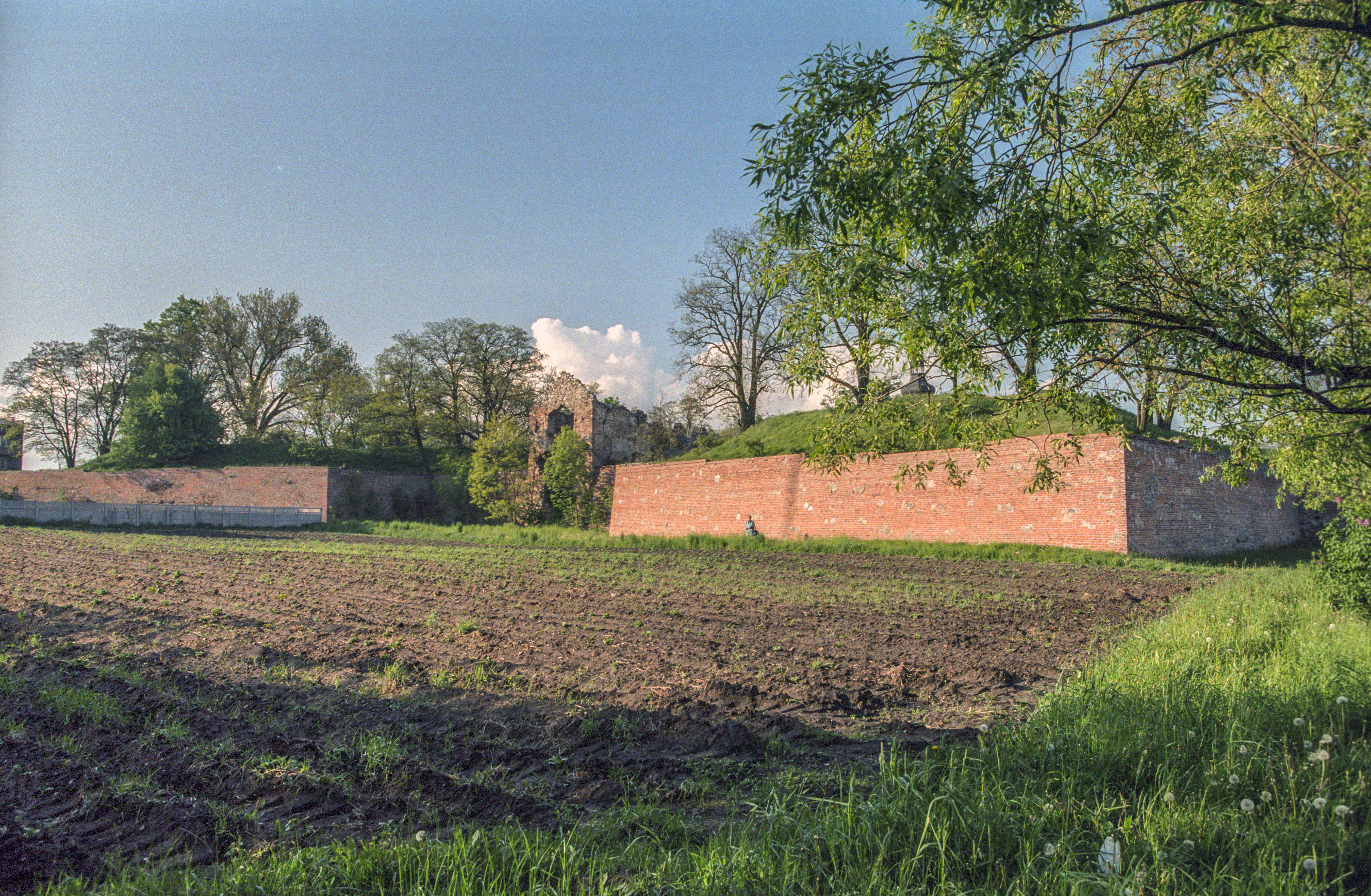
Château de Danków
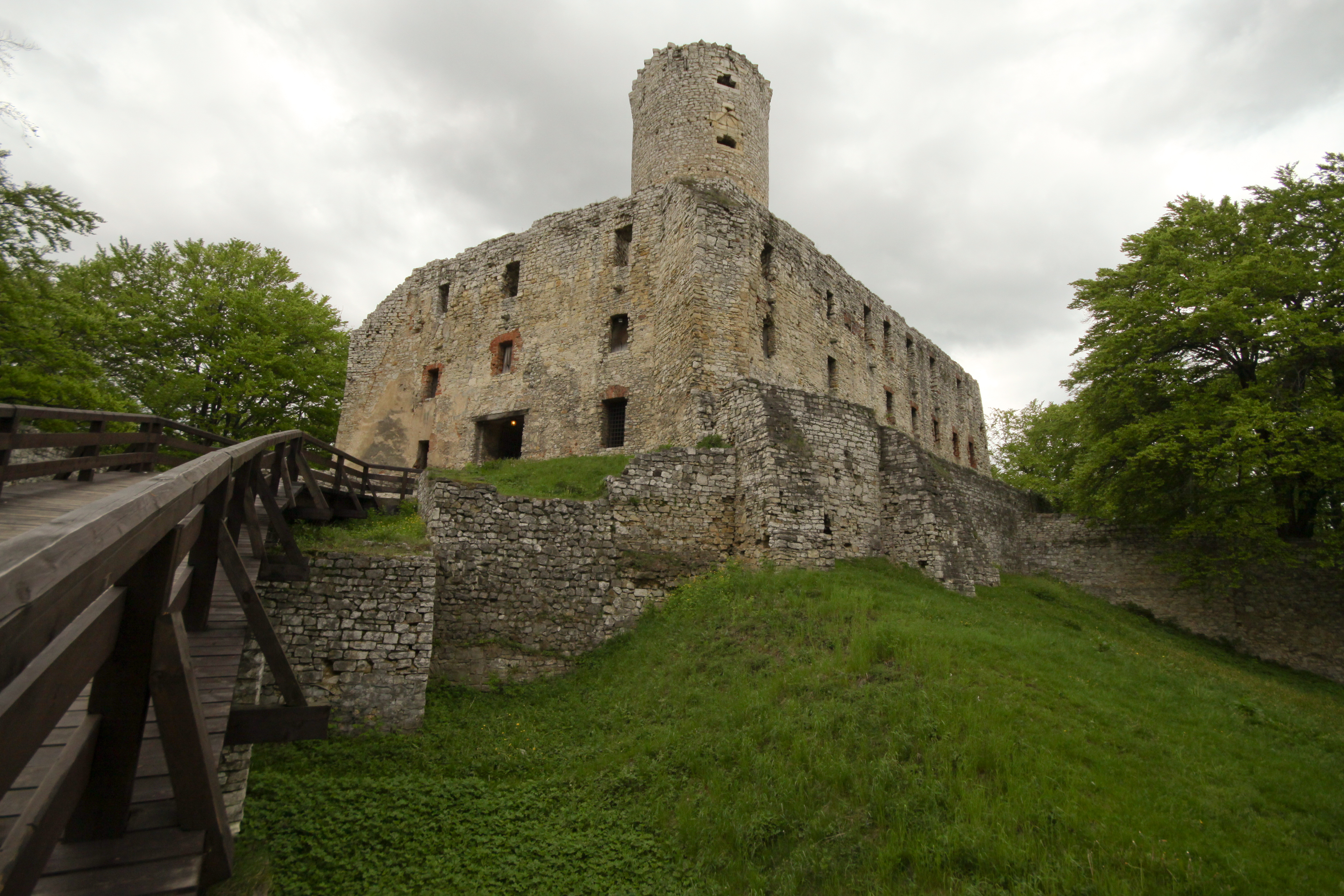
Château de Lipowiec, Babice